# Lorenzo Palomo
Lorenzo Martínez Palomo (Ciudad Real, 10 de marzo de 1938-Madrid, 13 de abril de 2024) fue un compositor y director de orquesta español. Fue director titular de la Orquesta de Valencia de 1973 a 1976 y director y pianista de la Deutsche Oper Berlin de 1981 a 2004. 

## Biografía
Poco después de su nacimiento en Ciudad Real en 1938, donde su padre estaba destinado durante la Guerra civil española, su madre regresó con él a Pozoblanco, donde vivía la familia, y poco después se trasladaron a Córdoba, donde pasó su juventud.
Palomo estudió piano y armonía en el Conservatorio de Córdoba y a los veinte años ingresó en el Conservatorio Superior de Música de Barcelona, donde estudió composición con Joaquín Zamacois y piano con Sofía Puche de Mendlewicz.
Compuso un ballet, obras orquestales, música de cámara y vocal, incluyendo canciones y ciclos de canciones, así como varias obras para guitarra. Grabaciones de sus composiciones han sido publicadas por Naxos Records como la obra Fulgores para violín, guitarra y orquesta con los solistas: Ana María Valderrama (violín) y Rafael Aguirre (guitarra).
En 2010, fue nombrado Encomienda de Número de la Orden de Isabel la Católica por Juan Carlos I.
Palomo falleció el 13 de abril de 2024, a la edad de 86 años.

## Composiciones
LA LEYENDA DEL MONTE BANGKAY, ballet
DEL ATARDECER AL ALBA, ciclo de canciones para voz y piano / voz y orquesta
HELIANTHUS, para guitarra
UNA PRIMAVERA ANDALUZA, ciclo de canciones para voz y piano / voz y orquesta
TIENTOS, canción para voz y piano / voz y orquesta
PLENILUNIO, canción para voz y piano / voz y orquesta
NOCTURNOS DE ANDALUCÍA, suite concertante para guitarra y orquesta / piano y orquesta
NOCTURNO Y DANZA, para orquesta
BURGOSIANA, para orquesta
ANDALUSIAN DIVERTIMENTO, trío para piano, violín y violonchelo
CONCIERTO DE CIENFUEGOS, para cuatro guitarras y orquesta
CANTOS DEL ALMA, suite-fantasía para soprano, clarinete y orquesta
DULCINEA, cantata-fantasía para soprano, alto, tenor, bajo, coro y orquesta
MADRIGAL Y CINCO CANCIONES SEFARDÍES, ciclo de canciones para voz y guitarra / voz y piano / voz y arpa
DANZA-SCHERZO, para oboe y piano
SINFONÍA A GRANADA, para soprano, guitarra y orquesta
FANFARRIA PARA UNA NOCHE DE ESTÍO, para cuarteto de trombones
TOCCATA, para guitarra
REBEKA’S RAINBOW, canción para voz y piano
EL AMOR DE LOS DOS OSITOS, cuento sinfónico para soprano, mezzo y orquesta
MI JARDÍN SOLITARIO, ciclo de canciones para voz y guitarra / voz y piano
PINCELADAS DE PRIMAVERA, suite para dos guitarras
PERLAS Y LÁGRIMAS, para guitarra
FULGORES, para violín, guitarra y orquesta
THE SNEETCHES (DR. SEUSS’ THE SNEETCHES), poema sinfónico para narrador y orquesta / dos pianos
CARIBIANA, para orquesta
SINFONÍA CÓRDOBA, para orquesta, incluyendo una breve intervención para voz y guitarra
HUMORESCA, para contrabajo y orquesta
ARABESCOS, para violín y orquesta
FANTASÍA SOBRE TEMAS DEL FOLKLORE ALEMÁN, para violín y guitarra
ESCENAS DE UNA PRIMAVERA ALEMANA, para voz y guitarra
ALDONZA Y ALONSO, para soprano, tenor, coro y piano / orquesta
EL JARDÍN DE BACO, para guitarra y orquesta
RUMBALINA, para clarinete y orquesta / piano
SENDERO MÁGICO, ciclo de canciones para voz y piano
CANCIONES DEL GRUNEWALD, ciclo de canciones para voz y piano
EL MANANTIAL, para guitarra
CANTO A CÓRDOBA, para barítono, clarinete y orquesta

## Grabaciones
Naxos  8.557135
ANDALUSIAN NOCTURNES
SPANISH SONGS (UNA PRIMAVERA ANDALUZA / TIENTOS / PLENILUNIO /DEL ATARDECER AL ALBA)
Naxos  8.570420
CANTOS DEL ALMA
SINFONÍA A GRANADA
Naxos  8.572139
MY SECLUDED GARDEN
MADRIGAL AND FIVE SEPHARDIC SONGS
CONCIERTO DE CIENFUEGOS
Naxos  8.572577
DULCINEA
Naxos  8.573326
SINFONÍA CÓRDOBA
FULGORES
Naxos  8.573693
ARABESCOS
CARIBIANA
HUMORESCA
©2013 Oberlin Conservatory of Music
THE SNEETCHES